# آرثر كونان دويل
السير آرثر إغناتيوس كونان دويل (22 مايو 1859 – 7 يوليو 1930) كان كاتباً وطبيباً بريطانياً. ابتكر شخصية المحقق الشهير شرلوك هولمز عام 1887 في رواية دراسة في اللون القرمزي، وهي الأولى من بين أربع روايات وست وخمسين قصة قصيرة تناولت مغامرات هولمز وصديقه الدكتور واطسون. وتُعد هذه القصص من العلامات الفارقة في أدب الجريمة.
كان دويل كاتباً غزير الإنتاج، فإلى جانب قصص هولمز، كتب أعمالًا في أدب الخيال العلمي والفانتازيا حول شخصية البروفيسور تشالنجر، وقصصًا فكاهية عن الجندي النابليوني البريغادير جيرار، فضلًا عن المسرحيات والروايات الرومانسية والشعر والأعمال غير الروائية والروايات التاريخية. ومن بين قصصه المبكرة، ساهمت قصته القصيرة "إفادة جي حبقوق جيبسون" التي كتبها عام 1884 في نشر لغز السفينة ماري سليست، وهي سفينة شراعية عُثر عليها تائهة في البحر دون وجود أي فرد من طاقمها على متنها.

## نشأته
وُلد آرثر إغناتيوس كونان دويل في 22 مايو 1859 في 11 ساحة بيكاردي، إدنبرة، اسكتلندا. والده، تشارلز التامونت دويل، وُلد في إنجلترا لعائلة ذات أصول ايرلندية كاثوليكية، ووالدته، ماري (المولودة فولاي)، كانت ايرلندية كاثوليكية. والداه تزوجا عام 1855. في عام 1864 تفرقت العائلة بسبب إدمان تشارلز المتزايد على الكحول، لتعود وتجتمع ثانية في عام 1867 وتعيش في مجمع شقق سكنية متواضع في 3 ساحة سيانسز (بالإنجليزية 3 Sciennes Place).
بدعم من أقاربه الأثرياء، أُرسل دويل إلى مدرسة سانت ماري هول التحضيرية الكاثوليكية (Stonyhurst St Mary's Hall) في ستونيهرست، وكان يبلغ من العمر وقتها 9 سنوات. دخل إلى مدرسة ستونيهرست الداخلية (Stonyhurst College) وبقي فيها إلى غاية 1875. بين 1875 و1876 درس في مدرسة ستيلا ماتوتينا (Stella Matutina) اليسوعية في النمسا، وبعد ذلك رفض دويل التدين وأصبح ملحدا، واهتم بدراسة الأرواح.
بين 1876 و1881 درس الطب في كلية الطب بجامعة أدنبرة، كما عمل لبعض الوقت في برمنغهام وشفيلد وشربشاير. خلال سنوات الدراسة، بدأ دويل بكتابة قصص قصيرة. قصته الخيالية الأولى، «مزرعة غورسثورب» قُدمت بطريقة غير ناجحة في مجلة Blackwood. ثم نشر قصة «لغز وادي ساساسا» التي تدور أحداثها في جنوب أفريقيا وطبعت في مجلة Chambers's Edinburgh في 6 سبتمبر 1879. في 20 سبتمبر 1879، نشر أول مقال أكاديمي له، «الجيلزيميوم باعتباره سما» في المجلة البريطانية الطبية.
عمل دويل كطبيب على متن قارب لصيد الحيتان في 1880، وبعد تخرجه من الجامعة عام 1881 عمل مجدداً على متن قارب يُبحر في الساحل الغربي لأفريقيا. أكمل دويل دراسته للحصول على شهادة الدكتوراه عام 1885 وكان موضوع دراسته مرض التابس الظهري.
توفي والد دويل عام 1893 بعد سنوات طويلة من معاناته من مرض نفسي.

## مسيرته طبيبًا
في عام 1882 انضم آرثر كونان دويل إلى زميله السابق جورج تورنافين بود لممارسة الطب في بليموث، لكن فيما بعد قرر دويل أن يمارس الطب بشكل مستقل بعد تدهور علاقته مع زميله. بعد وصوله إلى بورتسموث في يونيو عام 1882 وبحوزته أقل من 10 جنيهات، بدأ في ممارسة الطب في 1 بوش فيلاس في آلم غروف، ساوثسي. لكن ممارسته كانت غير ناجحة، وخلال انتظاره لوصول مرضى، بدأ دويل في كتابة القصص الخيالية مجددا.
في 1890 درس دويل طب العيون في فيينا، ثم انتقل إلى لندن، وعاش في البداية في ساحة مونتاع ثم في جنوب نوروود. وبدأ عمله مجدداً كطبيب عيون في 2 ساحة ديفونشاير، وذكر في سيرته الشخصية عزوف المرضى عنه حيث أنه لم يستقبل ولو مريضاً واحداً.

## مسيرته كاتبا

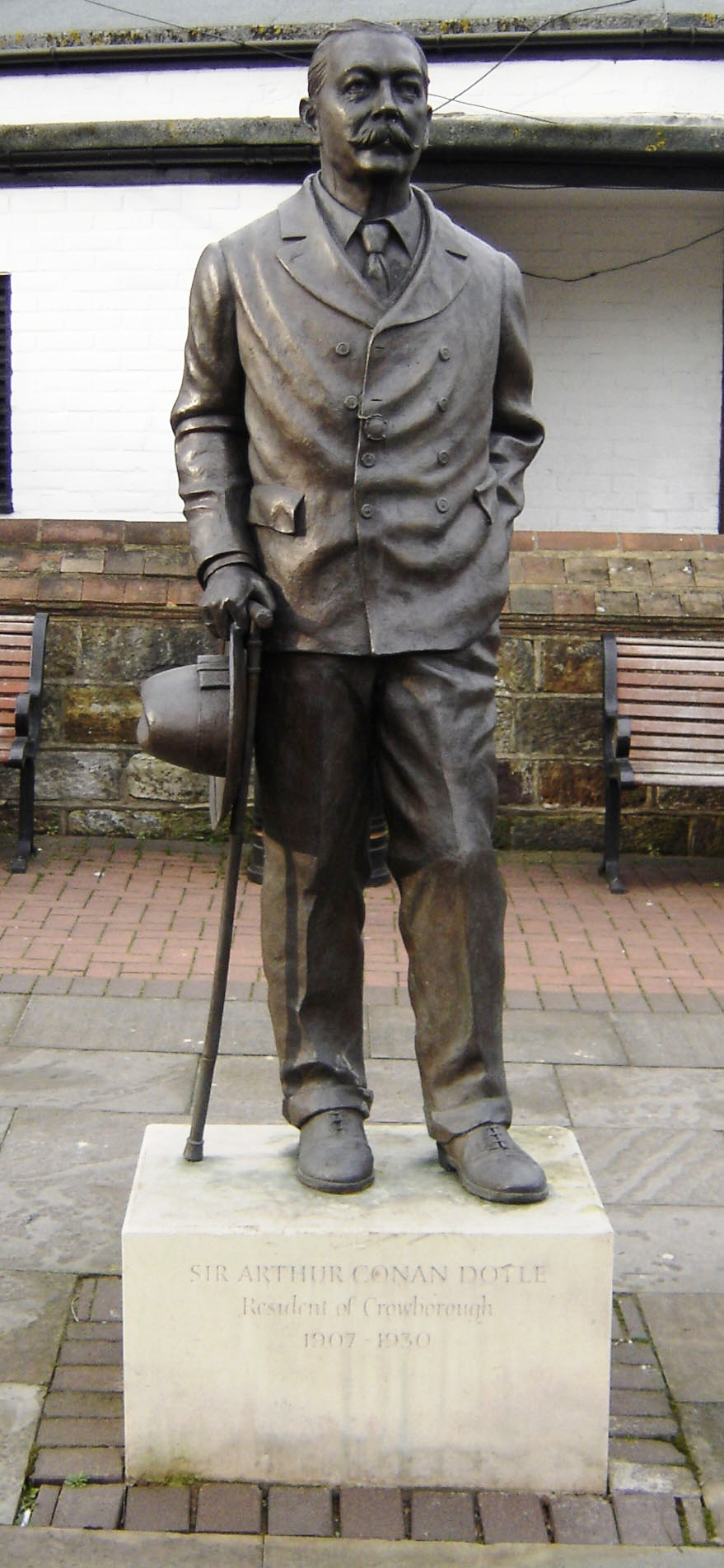
تمثال آرثر كونان دويل في كراوبوروف.

### شرلوك هولمز
ظهرت شخصيتا شرلوك هولمز والدكتور واطسون لأول مرة في رواية «دراسة بالقرمزي» وحصلت دار النشر Ward Lock & Co على حقوق النشر في 20 نوفمبر 1886 مقابل 25 جنيهاً قُدمت لدويل. ظهرت الرواية لاحقاً في نفس العام في مجلة Beeton's Christmas السنوية وتلقت آراءاً جيدة في جريدتي The Scotsman وGlasgow Herald. قال دويل أنه استلهم شخصية هولمز من أستاذه في الجامعة جوزيف بيل، وكتب دويل إليه قائلا: «من المؤكد جدا أنني أدين لك بشرلوك هولمز...حول دائرة الاستنتاج والاستدلال والملاحظة التي سمعتك تلقنها حاولت أن ابني رجلا». الدكتور واطسون هو الآخر مستلهم من زميل دويل في بورتسموث، الدكتور جايمس واطسون. روبرت لويس ستيفنسون، ورغم أنه كان بعيدا وقتها في ساموا، لكنه كان قادراً على استنتاج الشبه الكبير بين جوزيف بيل وشرلوك هولمز: «تهاني على مغامرات شرلوك هولمز التي تمتاز بالذكاء الشديد والمثيرة جدا للاهتمام...أيمكن له أن يكون صديقي القديم جو بل؟» كتاب آخرون يقترحون أحيانا مصادر إلهام إضافية أدت لابتكار شخصية هولمز مثل شخصية الكاتب إدغار آلان بو الشهيرة سي أوغست دوبين.
نشرت «رواية علامة الأربعة»، وفيها ثاني ظهور لشرلوك هولمز، في مجلة Lippincott's في فبراير 1890، بموجب اتفاق مع شركة Ward Lock. أحس دويل أنه اُسْتُغِلّ من قبل Ward Lock منتهزين كونه جديدا في عالم النشر فقرر التخلي عنهم. ظهرت قصص قصيرة لشرلوك هولمز بعدها في مجلة الستراند، وقد بدأ دويل في الكتابة لمجلة الستراند لأول مرة من منزله في 2 شارع أوبر ويمبول (2 Upper Wimpole Street)، والذي يحتوي الآن على لوحة تذكارية لكونان دويل.
آراء دويل حول شخصيته المشهورة المبتكرة كانت متناقضة. في نوفمبر 1891 كتب إلى أمه: «أنا أفكر في قتل هولمز...وتصفيته بطريقة مُرضية للجميع. لقد شغل عقلي عن أشياء أفضل». وأجابته أمه قائلة:«لن تفعل ! لا تستطيع ! لا يجب عليك !». حاول صرف الناشرين عن طلب مزيد من قصص شرلوك هولمز برفع مستحقاته المالية، لكنه وجد أنهم مستعدون لدفع أكبر المبالغ التي طلبها، ونتيجة لذك أصبح واحداً من أغلى الكتاب أجراً آنذاك.
في ديسمبر 1893، شغل دويل حيزا أكبر من وقته في كتابة الروايات التاريخية، وقتل شخصية شرلوك هولمز في قصة «المشكلة الأخيرة» بعد سقوطه في شلالات ريشنباخ خلال شجار مع عدوه البروفيسور موريرتي. أمام غضب الجمهور، أعاد دويل بعث شخصية هولمز عام 1901 في رواية «كلب آل باسكرفيل».
في عام 1903، نشر دويل أول قصة قصيرة لشرلوك هولمز في عشر سنوات، «مغامرة منزل الخالي» وشرح هولمز أن البروفيسور موريرتي هو وحده من مات جراء السقوط من الشلالات، لكن بما أن هولمز لديه العديد من الأعداء الخطيرين الآخرين خاصة الكولونيل سيبستيان موران، فقد خطط دويل لقتل هولمز مرة أخرى. ظهر هولمز في 56 قصة قصيرة، آخرها نشرت عام 1927، وأربع روايات، وظهر لاحقا في العديد من روايات وقصص كتاب آخرين.

### أعمال أخرى
مِن أوائل روايات هولمز، «لغز كلومبر» التي لم تنشر إلى غاية 1888، و«حكاية جون سميث» وهي رواية غير مكتملة لم تنشر إلا عام 2011. كما كان لديه مجموعة من القصص القصيرة من بينها «كابتان النجمة القطبية» و«بيانات ج.هاباكوك جافسون»، وكلاهما مستلهم من رحلات دويل على متن البواخر والوقت الذي قضاه في البحر، كما نشر لغز سفينة سليست بعدما أضاف له مجموعة من التفاصيل الخيالية.
بعد 1888 و1906، كتب دويل سبع روايات تاريخية، التي يعتبرها هو والعديد من النقاد أحسن أعماله. كما ألف تسع روايات أخرى، ولاحقا بين 1912 و1929 ألف خمس قصص والتي ظهرت فيها شخصية البروفيسور تشالنجر. تعد قصص تشالنجر عمله الأكثر شعبية بعد قصص شرلوك هولمز. كما كتب عددا كبيرا من القصص القصيرة، من بينها سلسلتين تدور أحداثهما أيام نابليون، وظهرت فيهما الشخصية الفرنسية بريغارديي جيرارد.
أعمال دويل المسرحية تضمنت كلا من «واترلو» وهي عبارة عن ذكريات جندي إنجليزي خلال الحروب النابليونية؛ «لغز العصابة الرقطاء» المقتبسة من قصة تحمل نفس الاسم؛ وفي عام 1893 ألف دويل بالتعاون مع جيمس ماثيو باري مسرحيتين هما:«ليبريتو» و«جاين آني».

## مدافع عن العدالة
كان دويل أيضًا مدافعًا عنيفًا عن العدالة وحقق شخصيًا في قضيتين مغلقتين، ما أدى إلى تبرئة رجلين من الجرائم التي اتُهموا بها. القضية الأولى، في عام 1906، تضمنت محامياً خجولًا نصف بريطاني ونصف هندي يدعى جورج إيدالجي، والذي زُعم أنه كتب رسائل تهديدية وشوه حيوانات في غريت ويرلي. أقرت الشرطة بإدانة إيدالجي، على الرغم من استمرار التشويه بعد سجن المشتبه به. بصرف النظر عن مساعدة جورج إيدالجي، ساعد عمل دويل في إنشاء وسيلة لتصحيح حالات الإساءات الأخرى في تطبيق أحكام العدالة، نظرًا لأن محكمة الاستئناف الجنائية تأسست في عام 1907 كنتيجة جزئية لهذه القضية.
تحوّلت قصة دويل وإيدالجي إلى عمل درامي في حلقة من المسلسل التلفزيوني لـ«بي بي سي» لعام 1972، باسم الإيدوراديون. في رواية نيكولاس ماير «رعب الناحية الغربية» (1976)، تمكّن هولمز من المساعدة في تبرئة اسم شخصية إيرانية هندية خجولة أخطأها نظام العدالة الإنجليزي. كان لإيدالجي تراث إيراني من جانب والده. صُوّرت القصة في رواية جوليان بارنز لعام 2005، آرثر وجورج، والتي عُدّلت في دراما من ثلاثة أجزاء من قبل «آي تي ڤي» في عام 2015.
أما القضية الثانية، وهي قضية أوسكار سلاتر، وهو يهودي من أصل ألماني كان يدير لعبة قمار، أُدين بتهمة ضرب امرأة تبلغ من العمر 82 عامًا في غلاسكو في عام 1908، أثارت القضية فضول دويل بسبب التناقض في قضية الادعاء وإحساسٍ عام أن سلاتر لم يكن مذنبًا. وانتهى به الأمر بدفع معظم تكاليف دعوة سلاتر الناجحة في عام 1928.

## الهندسة المعمارية
كُلّف دويل ببناء منزل جديد من قبل جوزيف هنري بول، وهو صديق معماري، في عام 1895، ولعب دورًا نشطًا في عملية التصميم. عاش في أندرشاو بالقرب من هيندهيد في سورّي من أكتوبر 1897 إلى سبتمبر 1907. كان فندقًا ومطعمًا من عام 1924 حتى عام 2004، عندما اشتُري من قبل أحد المطورين وبقي مهجورًا عندما قاتل المحافظون على البيئة ومعجبي دويل للحفاظ عليه. في عام 2012، قضت المحكمة العليا في لندن بإلغاء إذن إعادة التطوير لأنه لم تُتبع الإجراءات المناسبة، ولكن من المقرر الآن أن يصبح جزءًا من مدرسة ستيبينغ ستونز للأطفال ذوي الاحتياجات الخاصة.
أقام دويل في فندق ليندهرست جراند خلال شهر مارس عام 1912 وقام بأكثر مساعيه طموحًا في فن العمارة: رسم التصميمات الأصلية لتوسيع طابق ثالث وتغيير الواجهة الأمامية للمبنى. بدأ العمل في وقت لاحق من ذلك العام وكان المبنى بمثابة تعبير مثالي عن خطط دويل. أُجريت تغييرات سطحية في وقت لاحق، ولكن الهيكل الأساسي لا يزال بوضوح من تصميم دويلز.
في عام 1914، في رحلة عائلية إلى متنزه جاسبر الوطني في كندا، صمم ملعب للجولف ومبانٍ ملحقة للفندق. نُفِّذت الخطط بالكامل، ولكن لم يستمر أيّ من ملعب الجولف أو المباني.
في عام 1926، وضع دويل حجر الأساس لمعبد روحاني في كامدن، لندن. قدّم 500 جنيه إسترليني من إجمالي تكاليف البناء البالغة 600 جنيه إسترليني.

## مسيرته كرياضي
خلال إقامته في ساوثسي، لعب دويل كرة القدم كحارس مرمى في نادي بورتسموث لكرة القدم، وبين 1899 و1907 لعب دويل 10 مباريات في رياضة الكركيت لصالح نادي ماريليبون للكريكت، كما اُخْتِيرَ رئيساً لنادي لنادي كراوبوروف بيكون للغولف عام 1910.

## زوجاته وعائلته

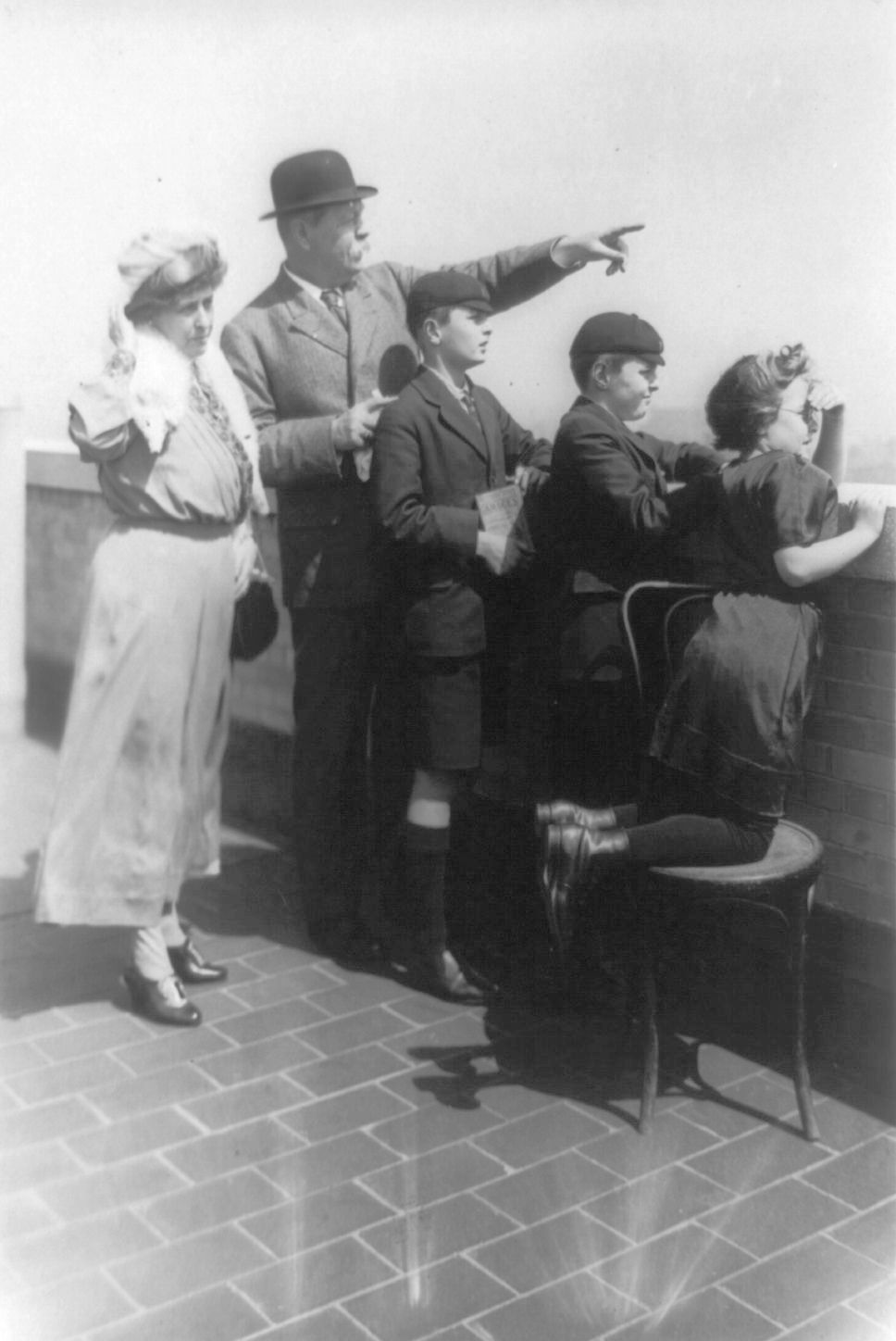
آرثر كونان دويل مع عائلته في نيويورك عام 1922.

في عام 1885 تزوج دويل بماري لويز (والتي تنادى أحيانا بلويزا) هاوكينز، الابنة الصغرى لج. هاوكينز من غلوسترشير وأخت واحد من مرضى دويل. عانت ماري لويز من مرض السل وماتت في 4 يوليو 1906. في عام 1907 تزوج دويل بجاين اليزابث ليكي، التي التقى بها لأول مرة عام 1897 ووقع في حبها وأقام معها علاقة أفلاطونية إخلاصاً لزوجته الأولى التي لا زالت على قيد الحياة. جاين تُوفيت في لندن في 27 يونيو عام 1940.
أنجب دويل خمسة أطفال، اثنين من زوجته الأولى: ماري لويز (1889-1976) وآرثر ألين كينغسلي (1892-1918)؛ وثلاثة من زوجته الثانية: دينيس بيرسي ستيورات (1909-1955)، أدريان مالكوم (1910-1970) وجاين لينا لينيت (1912-1997).

## علاقته مع السياسة
بعد حرب البوير في جنوب أفريقيا والإدانة الدولية لسلوك المملكة المتحدة خلال الحرب، كتب دويل عملاً تحت عنوان «الحرب في جنوب إفريقيا: أسبابها ومسارها»، والذي برر فيه سلوك بريطانيا خلال حرب البوير وقد ترجم العمل على نطاق واسع. كما تطوع دويل خلال الحرب كطبيب بين مارس ويونيو 1900. يؤمن دويل أن نشره لذلك العمل كان سبباً في منحه لقب فارس من طرف الملك إدوارد السابع عام 1902 وتعيينه كنائب ملازم في سري. كما كتب دويل عام 1900 عملا آخر حول الحرب تحت عنوان «حرب البوير الكبرى». ترشح دويل لدخول البرلمان مرتين، في أدنبرة وهاويك بورغز.
دويل كان مؤيداً لحملة بعث دولة الكونغو الحرة، والتي قادها الصحفي أ.د.موريل والدبلوماسي روجر كايزمنت. خلال 1909 كتب دويل «جريمة الكونغو» وهو كتيب مُطول استنكر فيه الأعمال الفظيعة التي تحدث في تلك المستعمرة. أصبح دويل على علاقة قوية مع كل من موريل وكايزمنت وأيضا مع روبرت فليتشر روبنسون، ويسود اعتقاد أنه استلهم عددا من شخصيات رواية «العالم الأخير» عام 1912 من هؤلاء الثلاثة. أنهى دويل علاقته مع موريل وكايزمنت عندما أصبح موريل واحداً من قادة حركة نبذ الحرب خلال الحرب العالمية الأولى. وُجِدَ كايزمنت متهماً بخيانة التاج خلال ثورة عيد الفصح، وحاول دويل حمايته من عقوبة الموت لكنه فشل.

## علاقته مع الروحانية
بعد وفاة زوجته لويزا عام 1906 ووفاة ابنه وعدد كبير من أقاربه خلال الحرب العالمية الأولى، أصاب دويل نوع من الكآبة، ووجد عزاءه في الاعتقاد بوجود «عالم الأرواح» وقد دعم فكرة الروحانية وسعى لإيجاد دلائل تثبت وجود حياة خلف القبور.

## الوفاة
تُوفي دويل نتيجة لسكتة قلبية في 7 يوليو عام 1930 وهو يبلغ من العمر 71 عاما. وكانت كلماته الأخيرة موجهة لزوجته: «أنت رائعة». دُفن في البداية في 11 يوليو 1930 في ويلندشام، سري، قبل أن ينقل رفاته لاحقاً إلى هابمشاير إلى جانب قبر زوجته. وُضع تمثال مخلد لكونان دويل في كراوبوروف، شرق ساسكس حيث عاش دويل لمدة 23 سنة.

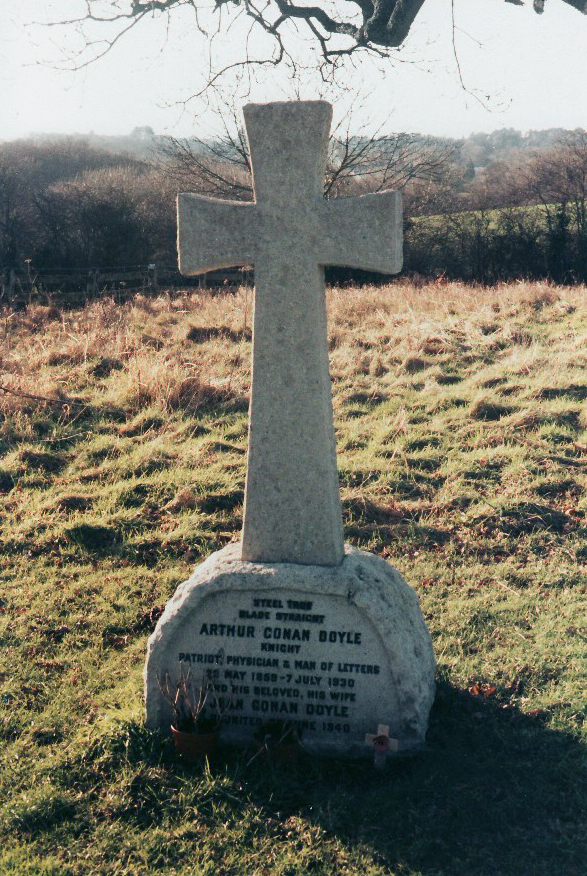
شاهد قبر آرثر كونان دويل.

 كما أن هناك تمثال مخلد لهولمز في ساحة بيكاردي في إدنبرة بالقرب من مكان ميلاد دويل.

### رثاء كتبهموريس لوبلانحول كونان دويل
عن كونان دويل (A propos de Conan Doyle) هو مقال كتبه موريس لوبلان ونُشر في المجلة الفرنسية Les Annales Politiques et Littéraires في الأول من أغسطس 1930. كتب لوبلان هذا التكريم تكريمًا لآرثر كونان دويل بعد أيام قليلة من وفاته.
لو كان كاتب الروايات البوليسية على استعداد لاستخدام مهارات الاستنتاج والملاحظة الفذة التي تجعله يحل أصعب الألغاز ليفحص بدقة أحد رواياته، أعتقد أن ما سيبقى من هذه الرواية، في المنظور البوليسي البحت، لن يكون سوى القليل. وإن أخذ شيرلوك هولمز أفضل عدساته وتفحص ببرود المسار الذي رسمه له صديقي كونان دويل، سيرى بدهشة كيف أن ذلك المسار، مهما بدا معقّداً ومتقناً، ما كان ليقوده أبداً إلى الحقيقة. تلك الاستنتاجات التي قادته كانت غالباً مشوهة بخطأ طفيف، أو مقطوعة بعائق، أو مرتبطة بعضها ببعض بروابط عشوائية.
كم هو مختلفٌ عن الواقع! تحدث جريمة، وتتحرك الشرطة على الفور، مجبرة على التنقل من المجهول إلى المعلوم، من عتمة لا يمكن اختراقها إلى بقعة نور. أما الروائي، فهو يسير بالعكس؛ يبدأ من نهاية هو من اختارها، من نور كامل، ويعود إلى الوراء، يزرع الفخاخ، ويشوش الطرق، ويكدس الظلام. وحين يصل إلى نقطة البداية، يسلم القارئ بمهارة إلى يدي شيرلوك هولمز الخبير، الذي ما عليه سوى أن يلتقط آثار الأقدام المرتبة بدقة، ويجمع قطع السجائر المتناثرة، ويحلل ويستنتج ويبحث في معاجم قديمة، ويستكشف المقالات التي حضرها دويل بنفسه. وإن تعثّر، أشعل غليونه وقرأ لغز الحقيقة بين دخان أزرق متصاعد.
هذا هو أسلوب الكتابة. فالرواية البوليسية، أو الرواية الغامضة بمعنى أدق، هي بناء قائم في الهواء، مشكلة يركبها الكاتب بنفسه، معقدة لآخر درجة، ثم يحلها أمام الجمهور مكرراً لهم: «أليس هذا غريباً؟ كم هو عبقري ذلك المحقق لفك خيوط هذا التشابك!»
— إذن، ما يحث هنا؟ قد يسأل أحدهم: كاتب مشهور في العالم، أعماله مترجمة إلى جميع اللغات، يُقرأ منذ أكثر من ثلاثين عاماً، سواء من قبل النخبة أو العامة. فهل يكون كل هذا مجرد وهم؟
— شهرة كونان دويل، سأجيب، لا تأتي من مهاراته كتحرٍ، ولا من ملكاته الظاهرة في الاستنتاج، بل من براعته الفائقة كحكواتي، وهذا ما يفضله الناس بلا شك. فمهنة التحري شيء، وابتكار مغامرات شيء آخر تماماً. البحث عن الجاني يحدث في الخارج، في الظلام، استناداً إلى أدلة قد تساعدك بقدر ما قد تضلك. ولا يجري داخل مكتب بمواد من الحقيقة تتناسب مسبقاً مع جريمة مرتبة بعناية.
— إذاً، مجرد خيال؟
— نعم، فكل شيء في الرواية هو خيال، مهما كان نوعها. فلا تكاد دراسة طباع تتصل بالواقع أكثر من مغامرة بوليسية. ومن يصف شغفاً، ليس أرقى ممن يستلهم الأحداث، حتى وإن كانت بسيطة، ليصيغها، ويضعها في مواجهة بعضها، ويحييها بروحه وخياله. كل ما يتطلبه ذلك هو الموهبة. ودويل كان يمتلك منها الكثير، بل وأعظمها وأكثرها أدباً. فقد كان يعرف كيف يختار، ويصوغ، وينظم، ويعرض عمله بقدر من التناسب والإشراق الذي يعطيه قيمته الكاملة. لقد كان يلتزم بقوانين سرية للتناغم والتوزيع. حين تكتمل لديه فكرة الجريمة، يعرف السر العظيم الذي يحركها. يسرّع أو يبطئ الإيقاع في اللحظة المناسبة. يتباطأ أو يسارع. يثير، يجذب، يقلق، ويحرك المشاعر. كل هذه الصفات هي سمات فنان حقيقي.
لكن دويل لم يكن فقط موهوباً، بل كان يتحلى بموهبة فريدة على الابتكار، فقد ابتكر شخصية شيرلوك هولمز. إن خلق شخصية، حتى وإن كانت وحيدة، ألا تظنون أنه علامة على شعلة داخلية؟ ألا تلاحظون أن الشخصية لا تُخلق بالجهد أو الاجتهاد، بل بالانفجار العفوي الذي يظهر بعد الإزهار؟ لا شك أن شيرلوك هولمز ولد دون معرفة دويل بذلك، وعلينا أن نعترف أن الشخصية قد أصبحت رفيعة القدر، وذات مظهر فريد وواسع النفوذ لدرجة أنها لم تعد مجرد نتاج خيال، بل كيانا حياً يختلط وجوده بحياتنا. نقابله في خيالاتنا، ويصبح جزءاً من مواكب الصور والأشكال المألوفة حولنا.
حتى حين يقول أشياءً لا يقبلها عقلنا لاحقاً، يخضعنا بقوة تأثيره. أتحدى أي قارئ صادق، حتى من لا يميل للروايات البوليسية، ألا يقع في أسر إحدى قصص دويل منذ الصفحات الأولى، وألا يواصل القراءة حتى السطر الأخير. وعلى الرغم من أن دويل كان قليل الزخرفة، قليل الحرص على الإعجاب، مكرر في بداياته، يفتقر للتنوع في تطور حبكاته، لا شيء من العاطفة، فإن المعلّم يبسط سيطرته. يمسكنا ولا يتركنا.
إذًا، لا يمكننا أن نتردد في الإعراب عن إعجابنا به. بفضله إلى حد كبير، عادت حكايات المغامرات إلى مكانتها، وظهرت بعدها العديد من القصص الجميلة التي أسعدتنا، وتلاشى ذلك التردد الذي ألقى بظلاله على الرواية القائمة على الحركة والحيوية. وكأن الحركة والحيوية ليسا في قلب كل عملٍ!
أعرف كتاباً صغيراً يزخر بدزينة من الجرائم، اغتصابات، حب غريب، مذابح، حروب، كوارث، أوبئة، وفظائع لا توصف. وكل ذلك في مئة وخمسين صفحة فقط. إنه ربما أروع رواية في اللغة الفرنسية، الأغنى بالفلسفة، والأثقل بالمعاني، والأوفر تعليماً. وقد كتبها فولتير وتحمل عنوان كانديد... كانديد! نموذج آخر لم يأت إلا وسط زخم وفورة عارمة. فلنكن شاكرين للكاتب كونان دويل. ولنحيّي درسه العظيم في القوة والبراعة التي نجدها في شيرلوك هولمز الاستثنائي. ولا ننسى ما في واطسن من طرافة عميقة وروح هزلية ساحرة. الشخص الذي رحل لن يرحل قريباً عن ذاكرة البشر.
موريس لوبلان

## وصلات خارجية
- آرثر كونان دويل على موقع أرشيف الشارخ.
- آرثر كونان دويل على موقع IMDb (الإنجليزية)
- آرثر كونان دويل على موقع ميتاكريتيك (الإنجليزية)
- آرثر كونان دويل على موقع ميتاكريتيك (الإنجليزية)
- آرثر كونان دويل على موقع الموسوعة البريطانية (الإنجليزية)
- آرثر كونان دويل على موقع روتن توميتوز (الإنجليزية)
- آرثر كونان دويل على موقع قاعدة بيانات الأفلام العربية
- آرثر كونان دويل على موقع ألو سيني (الفرنسية)
- آرثر كونان دويل على موقع ميوزك برينز (الإنجليزية)
- آرثر كونان دويل على موقع تيرنر كلاسيك موفيز (الإنجليزية)
- آرثر كونان دويل على موقع أول موفي (الإنجليزية)
- آرثر كونان دويل  على قاعدة بيانات الخيال التأملي على الإنترنت

باللغة الإنجليزية:
- معلومات حول آرثر كونان دويل في الموقع الرسمي لمكتبات ويستمينستر.
- معلومات حول آرثر كونان دويل في الموقع الرسمي لمدينة برمنغهام.
- أعمال آرثر كونان دويل على شكل كتب مسموعة.
- قائمة بأعمال آرثر كونان دويل.
- القائمة الكاملة لأعمال (مؤلفات) آرثر كونان دويل مع معلومات حول كل عمل.
- فيديو مقابلة أجراها آرثر كونان دويل عام 1927.

باللغة العربية:
- معلومات حول آرثر كونان دويل في مدونة الأفلاطونية.